# Wallace Howe
Wallace Howe, né le 4 mars 1876 à Fitchburg (Massachusetts), et mort le 23 novembre 1957  à Los Angeles, est un acteur américain. 

## Filmographie sélective
- 1918 : Au jour le jour (Just Rambling Along) de Hal Roach
- 1918 : Take a Chance d'Alfred J. Goulding
- 1919 : Chop Suey & Co. de Hal Roach
- 1919 : Don't Shove d'Alfred J. Goulding
- 1919 : Lui chez le grand couturier (Next Aisle Over) de H. M. Walker
- 1919 : Lui, chef cuisinier (On the Fire) de Hal Roach
- 1919 : Une excursion mouvementée (Going! Going! Gone!) de Gilbert Pratt
- 1919 : Tombés du ciel (Just Dropped In) de Hal Roach
- 1919 : Un, deux, trois... partez ! (The Marathon) d'Alfred J. Goulding
- 1920 : Le Manoir hanté (Haunted Spooks) de Hal Roach et Alfred J. Goulding
- 1920 : Ma fille est somnambule (High and Dizzy) de Hal Roach
- 1920 : Oh! La belle voiture ! (Get Out and Get Under) de Hal Roach
- 1920 : Quel numéro demandez-vous ? (Number, Please?) de Hal Roach et Fred C. Newmeyer
- 1921 : Ayez donc des gosses (I Do) de Hal Roach
- 1921 : Marin malgré lui (A Sailor-Made Man) de Fred C. Newmeyer
- 1921 : Voyage au paradis (Never Weaken) de Fred C. Newmeyer et Sam Taylor
- 1921 : Pour l'amour de Mary (Now or Never) de Hal Roach et Fred C. Newmeyer
- 1922 : Et puis ça va (Dr. Jack) de Fred C. Newmeyer et Sam Taylor
- 1923 : Faut pas s'en faire (Why Worry?) de Fred C. Newmeyer et Sam Taylor
- 1923 : The Whole Truth de Ralph Ceder
- 1924 : Ça t'la coupe (Girl Shy) de Fred C. Newmeyer et Sam Taylor
- 1925 : Vive le sport ! (The Freshman) de Fred C. Newmeyer et Sam Taylor
- 1928 : En vitesse (Speedy) de Ted Wilde
- 1932 : Silence, on tourne ! (Movie Crazy) de Clyde Bruckman et Harold Lloyd
- 1936 : Soupe au lait (The Milky Way) de Leo McCarey